# Templo Guru Nanak Darbar de Gravesend

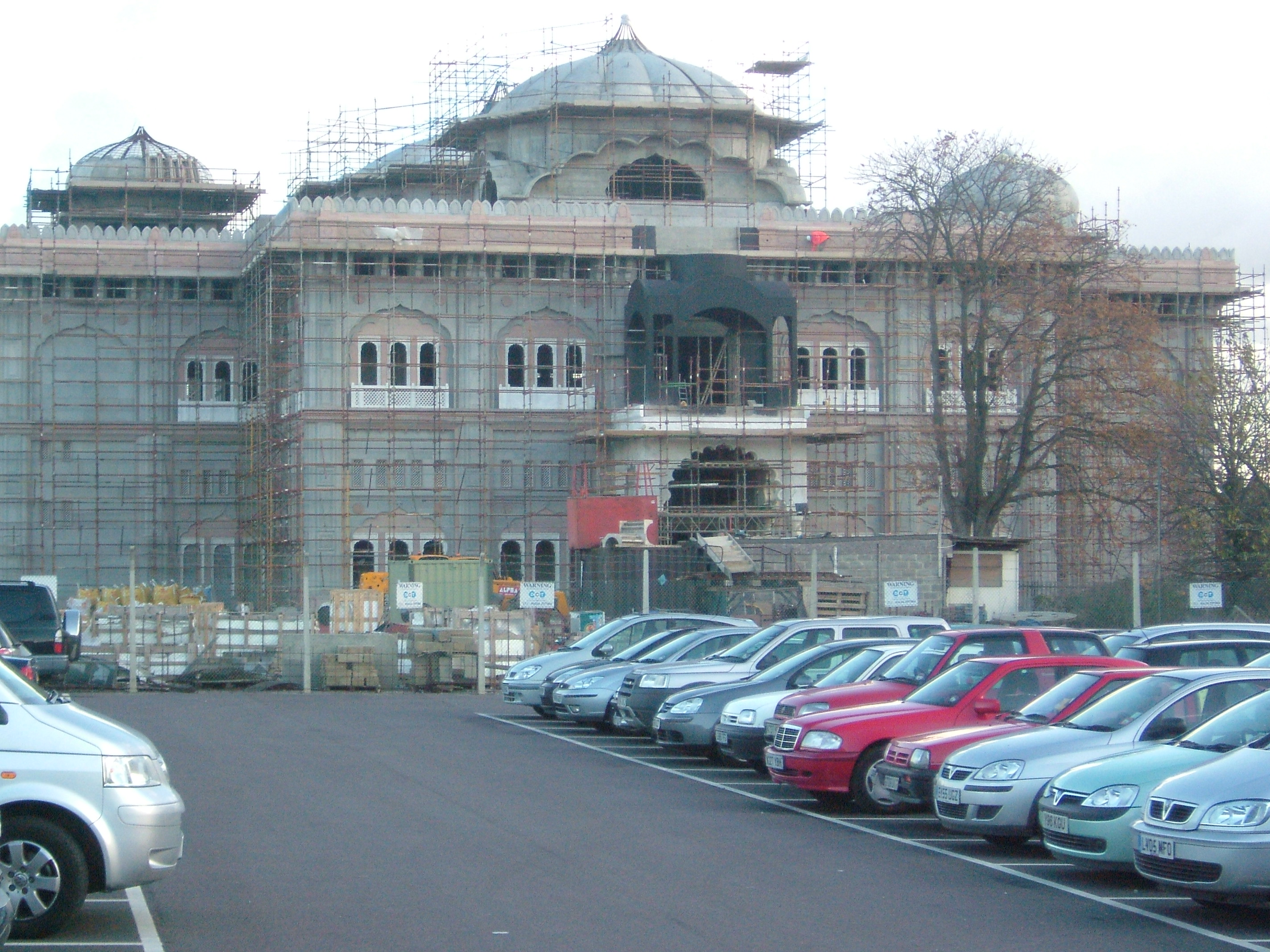
Templo Guru Nanak Darbar de Gravesend

El Templo Guru Nanak Darbar de Gravesend (Inglaterra) es una gurdwara sij que se encuentra en la ciudad británica de Gravesend. La nueva gurdwara fue abierta en noviembre de 2010 y costó 15 millones de libras esterlinas construirla y mantenerla. Este templo, es la segunda gurdwara existente en la ciudad de Gravesend, después del templo Guru Ravidass, situado en la calle Brandon. El templo es la gurdwara más grande de la ciudad inglesa de Gravesend, y es una de las gurdwaras más grandes del Reino Unido, el complejo de la gurdwara, es una de las instalaciones más grandes de este tipo que hay fuera de la India.
Dentro del complejo de la gurdwara, hay 3 salas de oración y 2 comedores comunitarios (langar). Cerca del templo hay un edificio que se utiliza para las lecciones de idioma panyabí, que se llama escuela de panjabi, y que es utilizado por los ancianos de la comunidad sij, como un centro de día . También hay una sala de deportes que lleva a cabo diversas actividades tales como el boxeo, el baloncesto y el karate. El terreno se utiliza para la práctica de los deportes al aire libre y el fútbol, y es utilizado por el club de fútbol Gravesend Guru Nanak Football Club.